# Stonewall (Oklahoma)
Stonewall é uma cidade  localizada no estado norte-americano de Oklahoma, no Condado de Pontotoc.

## Demografia
Segundo o censo norte-americano de 2000, a sua população era de 465 habitantes.
Em 2006, foi estimada uma população de 473, um aumento de 8 (1.7%).

## Geografia
De acordo com o United States Census Bureau tem uma área de
0,8 km², dos quais 0,8 km² cobertos por terra e 0,0 km² cobertos por água. Stonewall localiza-se a aproximadamente 207 m acima do nível do mar.

## Localidades na vizinhança
O diagrama seguinte representa as localidades num raio de 28 km ao redor de Stonewall.